# 是的加利福尼亚

美國地圖，紅色位置是加利福尼亞州

加利福尼亞獨立運動（英語：Yes California Independence Campaign）是一個美國的政治行動委員會，在2015年成立，訴求內容是透過2019年的公民投票決定加州是否要退出美國。它由右翼政治活动家 Louis J. Marinelli 创立，他的该活动得到了俄罗斯政府的支持。2016年美國總統選舉後，因加州支持的民主黨總統候選人希拉里沒有當選，許多加州居民支持Yes California獨立運動，最近的民調支持獨立的人数在14%左右。但是即使加州通过公民投票独立，分裂国家却还需要美国众议院和参议院三分之二多数通过美国宪法修正案，然后得到 38 个立法机构的批准。 因此分析师认为加州几乎没有可能独立。

## Yes California及Calexit
Yes California成立於2015年8月，接續著加州主權運動（Sovereign California campaign）。Yes California的名稱及圖案都源自Yes Scotland，2014年苏格兰独立公投時，支持苏格兰独立的政治團體。此一運動也稱為Caleavefornia或Califrexit。在英國脫離歐盟（Brexit）後，Yes California獨立運動也被稱為Calexit。

## 訴求
加利福尼亚共和國於1850年加入聯邦至今，而Yes California的訴求是加州要退出美國重回獨立國家身分，他們也提議在2018年的加州州長選舉中詢問大家對於公民投票的意見。
Yes California獨立運動的領導人是Louis J. Marinelli，也是提倡加州退出美國的加利福尼亚民族党的臨時主席。加州是世界上第六大的經濟體，其人口比波蘭要多。Yes California獨立運動認為加州受困於過多的聯邦管制，例如加州付給聯邦的稅比聯邦所資助的要多，認為他們和華盛頓特區的政治權力沒有關係，而且認為加州在政治上或是文化上都和美國其他的地區有顯著的差異。

## 歷史

Yes California的名稱及旗幟都源自2014年支持蘇格蘭立獨立的Yes Scotland

加州歷史上提議要脫離美國的提案有200個以上。

### 引用
1. ↑  . Bloomberg.com. December 7, 2016  [29 December 2016]. （原始内容存档于December 28, 2016） –www.bloomberg.com.
2. ↑  .   [2016-11-30]. （原始内容存档于2016-12-01）.
3. ↑  .   [April 7, 2018]. （原始内容存档于April 4, 2018）.
4. 1 2  McPhate 2016.
5. ↑  Richardson 2016.
6. ↑  The Scotsman staff 2016.
7. ↑  Solon 2016.
8. 1 2 3  Robinson 2016.
9. 1 2  Lee 2016.
10. ↑  Robinson 2016b.
11. ↑  Nevett 2016.
12. ↑  Gutierrez & Floum 2016.